# 威瑪·魯道夫
威瑪·格洛代安·魯道夫（英語：Wilma Glodean Rudolph，1940年7月23日—1994年11月12日），美國女子田径运动员，擅长短跑。幼時罹患猩紅熱，引發了小兒麻痺症，導致右腿因此成了殘疾。經過長期的治療與按摩，她在12歲才學會不帶腿支架或矯形鞋行走。讀高中時，她在籃球與田徑上表現出色。20世纪60年代，她被认为是全世界跑的最快的女性。
1960年在罗马举办的夏季奥林匹克运动会上，她成為美國首位在田径項目獲得三枚金牌的女子選手。因為她在1960年夏季奥林匹克运动会傑出的表現，所以得到「田納西州龍捲風，世界上跑得最快的女人」的外號。意大利人戏称她为“La Gazzella Nera（黑羚羊）”。法国人称她为“La Perle Noire（黑珍珠）”
。
她的夺冠使美国女子田径获得了更多关注。作为黑人社区的一员，她也被视为公民权利和妇女权利的先驱。随着1960年奥运会开始第一次国际报道，鲁道夫也成为了国际明星。

## 外部連結
- 威瑪·魯道夫在的頁面
- 在Find a Grave上的威瑪·魯道夫
- 威玛·鲁道夫（1940-1994） （页面存档备份，存于） IMDb.com
- 体育英雄，威玛·鲁道夫 （页面存档备份，存于）
- 威玛·鲁道夫的故事，2008年夏季奥林匹克运动会网站